# Ashtabula montana
Ashtabula montana is een spinnensoort in de taxonomische indeling van de springspinnen (Salticidae).
Het dier behoort tot het geslacht Ashtabula. De wetenschappelijke naam van de soort werd voor het eerst geldig gepubliceerd in 1946 door Arthur Merton Chickering.